# Klasika Primavera
A Klasika Primavera (em português: Clássica de Primavera), também conhecida como a Klasika Primavera de Amorebieta, é uma carreira ciclista profissional de um dia espanhola que se disputa em Amorebieta (Biscaia, Espanha) e seus arredores, no mês de abril.
A prova costuma ter lugar no domingo imediatamente posterior à Volta ao País Basco (de categoria UCI Pro Tour). Desde a criação dos Circuitos Continentais UCI em 2005 pertence ao UCI Europe Tour na categoria 1.1.
O seu percurso costuma ser similar todos os anos, percorrendo as comarcas do Duranguesado e Arratia-Nervión (Biscaia): uns 100 primeiros quilómetros planos com vários passos pela meta de Amorebieta e posteriormente um circuito ao que se dão várias voltas, nas últimas edições três, com os altos de Montecalvo (em basco chamado Muniketa ou Muniketagane) e Autzagane e a menos de 5 km após coroar este último à chegada a Amorebieta.
A sua organização corre a cargo da Sociedade Ciclista Amorebieta.

## Palmarés
| Ano                                               | Vencedor                     | Segundo                  | Terceiro                     |           |
| ------------------------------------------------- | ---------------------------- | ------------------------ | ---------------------------- | --------- |
| edições não oficiais                              |                              |                          |                              |           |
| 1946                                              | Dalmacio Langarica           | Miguel Lizarazu          | Francisco Expósito           |           |
| 1947                                              | Miguel Poblet                | José López Gandara       | Julián Berrendero            |           |
| 1948-1954 edições não realizadas edições oficiais |                              |                          |                              |           |
| 1955                                              | Hortensio Vidaurreta         | Jesús Loroño             | Carmelo Morais Erostarbe     |           |
| 1956                                              | Cosme Barrutia Iturriagoitia | Jesús Morales Erostarbe  | Antón Barrutia Iturriagoitia |           |
| 1957                                              | Emilio Cruz Díaz             | Carmelo Morais Erostarbe | Francisco Moreno Martínez    |           |
| 1958                                              | Antonio Karmany              | Jacinto Urrestarazu      | Jesús Davoz Gorrotxategi     |           |
| 1959                                              | Roberto Morales              | Carmelo Morais Erostarbe | Francisco Moreno Martínez    |           |
| 1960                                              | Carmelo Morais Erostarbe     | Felipe Alberdi           | Antonio Karmany              |           |
| 1961                                              | Julio San Emeterio           | Miguel Muruaga           | Roberto Morales              |           |
| 1962                                              | Francisco Gabica             | Eusebio Vélez            | Antón Barrutia Iturriagoitia |           |
| 1963                                              | Eusebio Vélez                | José Antonio Momeñe      | Manuel Martín Piñera         |           |
| 1964                                              | Eusebio Vélez                | Rafael Carrasco Guerra   | José Pérez-Francés           |           |
| 1965                                              | José Pérez-Francés           | Luís Otaño               | Ramón Sáez Marzo             |           |
| 1966                                              | Antonio Gómez del Moral      | José Antonio Momeñe      | José Pérez-Francés           |           |
| 1967                                              | Antonio Gómez del Moral      | José Manuel López        | Jorge Mariné                 |           |
| 1968                                              | Eusebio Vélez                | Txomin Perurena          | Salvador Canet García        |           |
| 1969                                              | José Manuel Lasa             | Antonio Gómez del Moral  | José Manuel López            |           |
| 1970                                              | Carlos Echeverría            | Joaquín Galera           | Jesús Aranzabal              |           |
| 1971                                              | Txomin Perurena              | José Manuel López        | Agustín Tamames              |           |
| 1972                                              | José Gómez                   | José Luis Abilleira      | Agustín Tamames              |           |
| 1973                                              | Miguel María Lasa            | José Luis Abilleira      | Ventura Díaz                 |           |
| 1974                                              | Andrés Oliva                 | Txomin Perurena          | José Luis Abilleira          |           |
| 1975                                              | Antonio Martos Aguilar       | José Freitas Martins     | José Antonio González        |           |
| 1976                                              | Enrique Cima                 | Francisco Elorriaga      | Eulalio García Pereda        |           |
| 1977                                              | Vicente López Carril         | Enrique Cima             | Klaus-Peter Thaler           |           |
| 1978                                              | Txomin Perurena              | Jesús Suárez Cueva       | Eulalio García Pereda        |           |
| 1979                                              | Miguel María Lasa            | Dominique Sanders        | Jesús Suárez Cueva           |           |
| 1980                                              | Juan Fernández Martín        | Miguel María Lasa        | Pedro Vilardebo              |           |
| 1981                                              | José Luis López Cerrón       | Eulalio García Pereda    | Vicente Belda                |           |
| 1982                                              | Jesús Suárez Cueva           | Eulalio García Pereda    | Juan Fernández Martín        |           |
| 1983                                              | Juan Fernández Martín        | Juan-Carlos Alonso       | Marino Lejarreta             |           |
| 1984                                              | José Luis Navarro Martínez   | Jesús Rodríguez Magro    | Felipe Yáñez                 |           |
| 1985                                              | Federico Echave              | José Recio               | Iñaki Gastón                 |           |
| 1986                                              | Federico Echave              | Marino Lejarreta         | Peter Hilse                  |           |
| 1987                                              | Julián Gorospe               | Federico Echave          | Marino Lejarreta             |           |
| 1988                                              | Jørgen V. Pedersen           | Peter Hilse              | Vicente Ridaura              |           |
| 1989                                              | Marino Lejarreta             | Álvaro Pino              | Federico Echave              |           |
| 1990                                              | Iñaki Gastón                 | Jesús Montoya            | Marino Lejarreta             |           |
| 1991                                              | Jesús Montoya                | Julián Gorospe           | Jon Unzaga                   |           |
| 1992                                              | Federico Echave              | Mikel Zarrabeitia        | Iñaki Gastón                 |           |
| 1993                                              | Jon Unzaga                   | Pedro Delgado            | Fernando Escartín            |           |
| 1994                                              | Melcior Mauri                | Jesús Montoya            | Raúl Alcalá                  |           |
| 1995                                              | Laurent Jalabert             | Mauro Gianetti           | Fernando Escartín            |           |
| 1996                                              | Mauro Gianetti               | Pascal Richard           | Piotr Ugrumov                |           |
| 1997                                              | Mikel Zarrabeitia            | Laurent Jalabert         | Stéphane Heulot              |           |
| 1998                                              | Roberto Heras                | Udo Bölts                | Daniel Clavero               |           |
| 1999                                              | Roberto Heras                | Davide Rebellin          | David Etxebarria             |           |
| 2000                                              | Unai Etxebarria              | Udo Bölts                | Roberto Heras                |           |
| 2001                                              | Igor Astarloa                | Eddy Mazzoleni           | Gianni Faresin               |           |
| 2002                                              | Ángel Vicioso                | Unai Etxebarria          | David Etxebarria             |           |
| 2003                                              | Alejandro Valverde           | Samuel Sánchez           | Nicki Sørensen               |           |
| 2004                                              | Alejandro Valverde           | Eddy Mazzoleni           | Jens Voigt                   |           |
| 2005                                              | David Etxebarria             | Damiano Cunego           | Aitor Osa                    |           |
| 2006                                              | Carlos Sastre                | Damiano Cunego           | Joaquim Rodríguez            |           |
| 2007                                              | Joaquim Rodríguez            | Alejandro Valverde       | Matteo Bono                  |           |
| 2008                                              | Damiano Cunego               | Alejandro Valverde       | Kjell Carlström              |           |
| 2009                                              | Alejandro Valverde           | Egoi Martínez            | José Herrada                 |           |
| 2010                                              | Samuel Sánchez               | Igor Antón               | Fränk Schleck                |           |
| 2011                                              | Jonathan Hivert              | David López García       | Nick Nuyens                  |           |
| 2012                                              | Giovanni Visconti            | Alejandro Valverde       | Igor Antón                   |           |
| 2013                                              | Rui Costa                    | Pablo Urtasun            | Alberto Contador             |           |
| 2014                                              | Pello Bilbao                 | Gorka Izagirre           | David Belda                  |           |
| 2015                                              | José Herrada                 | Evgeny Shalunov          | Carlos Barbero               |           |
| 2016                                              | Giovanni Visconti            | Gorka Izagirre           | Sergio Pardilla              |           |
| 2017                                              | Gorka Izagirre               | Wilmar Paredes           | Rui Vinhas                   |           |
| 2018                                              | Andrey Amador                | Alejandro Valverde       | Wilmar Paredes               |           |
| 2019                                              | Carlos Alberto Betancur      | Carlos Quintero          | Eduard Prades                |           |
| 2020                                              | cancelado                    | cancelado                | cancelado                    | cancelado |
| 2021                                              | cancelado                    | cancelado                | cancelado                    | cancelado |

## Estatísticas

### Mais vitórias
| Ciclista                | Vitórias | Anos              |
| ----------------------- | -------- | ----------------- |
| Eusebio Vélez           | 3        | 1963, 1964 e 1968 |
| Fede Etxabe             | 3        | 1985, 1986 e 1992 |
| Alejandro Valverde      | 3        | 2003, 2004 e 2009 |
| Antonio Gómez del Moral | 2        | 1966 e 1967       |
| Txomin Perurena         | 2        | 1971 e 1978       |
| Miguel María Lasa       | 2        | 1973 e 1979       |
| Juan Fernández Martín   | 2        | 1980 e 1983       |
| Roberto Heras           | 2        | 1998 e 1999       |
| Giovanni Visconti       | 2        | 2012 e 2016       |

Em negrito corredores activos.

### Vitórias consecutivas
- Duas vitórias seguidas:
  -  Eusebio Vélez (1963, 1964)
  -  Antonio Gómez do Moral (1966, 1967)
  -  Fede Etxabe (1985, 1986)
  -  Roberto Heras (1998, 1999)
  -  Alejandro Valverde (2003, 2004)

Em negrito corredores activos.

## Palmarés por países
Só edições oficiais
| País       | Vitórias | Último vencedor              |
| ---------- | -------- | ---------------------------- |
| Espanha    | 54       | Gorka Izagirre em 2017       |
| Itália     | 3        | Giovanni Visconti em 2016    |
| França     | 2        | Jonathan Hivert em 2011      |
| Dinamarca  | 1        | Jørgen Vagn Pedersen em 1988 |
| Suíça      | 1        | Mauro Gianetti em 1996       |
| Venezuela  | 1        | Unai Etxebarria em 2000      |
| Portugal   | 1        | Rui Costa em 2013            |
| Costa Rica | 1        | Andrey Amador em 2018        |
| Colômbia   | 1        | Carlos Betancur em 2019      |